# Mobile Army Surgical Hospital
Mobile Army Surgical Hospital (M.A.S.H.) är en typ av amerikanskt fältsjukhus med fokus på akuta kirurgiska ingrepp. Sjukhusen var placerade nära fronten för att snabbt kunna behandla sårade soldater.